# Дівоча збірна України з футболу (WU-17)
Дівоча збірна України з футболу (WU-17) — жіноча футбольна команда, складена з гравчинь віком до 17 років, яка представляє Україну на міжнародних змаганнях. Керівна організація — Українська асоціація футболу.

## Жіночий кубок світу (U-17)
Команда жодного разу не кваліфікувалася до фінальної частини  жіночих чемпіонатів світу з футболу (U-17).
| Рік     | Результат                             | Матчі                                 | Перемоги                              | Нічиї*                                | Поразки                               | ЗМ                                    | ПМ                                    |
| ------- | ------------------------------------- | ------------------------------------- | ------------------------------------- | ------------------------------------- | ------------------------------------- | ------------------------------------- | ------------------------------------- |
| 2008    | Не кваліфікувались                    | Не кваліфікувались                    | Не кваліфікувались                    | Не кваліфікувались                    | Не кваліфікувались                    | Не кваліфікувались                    | Не кваліфікувались                    |
| 2010    | Не кваліфікувались                    | Не кваліфікувались                    | Не кваліфікувались                    | Не кваліфікувались                    | Не кваліфікувались                    | Не кваліфікувались                    | Не кваліфікувались                    |
| 2012    | Не кваліфікувались                    | Не кваліфікувались                    | Не кваліфікувались                    | Не кваліфікувались                    | Не кваліфікувались                    | Не кваліфікувались                    | Не кваліфікувались                    |
| 2014    | Не кваліфікувались                    | Не кваліфікувались                    | Не кваліфікувались                    | Не кваліфікувались                    | Не кваліфікувались                    | Не кваліфікувались                    | Не кваліфікувались                    |
| 2016    | Не кваліфікувались                    | Не кваліфікувались                    | Не кваліфікувались                    | Не кваліфікувались                    | Не кваліфікувались                    | Не кваліфікувались                    | Не кваліфікувались                    |
| 2018    | Не кваліфікувались                    | Не кваліфікувались                    | Не кваліфікувались                    | Не кваліфікувались                    | Не кваліфікувались                    | Не кваліфікувались                    | Не кваліфікувались                    |
| 2020    | Не проводився через пандемію Covid-19 | Не проводився через пандемію Covid-19 | Не проводився через пандемію Covid-19 | Не проводився через пандемію Covid-19 | Не проводився через пандемію Covid-19 | Не проводився через пандемію Covid-19 | Не проводився через пандемію Covid-19 |
| 2022    | Не кваліфікувались                    | Не кваліфікувались                    | Не кваліфікувались                    | Не кваліфікувались                    | Не кваліфікувались                    | Не кваліфікувались                    | Не кваліфікувались                    |
| 2024    | Не кваліфікувались                    | Не кваліфікувались                    | Не кваліфікувались                    | Не кваліфікувались                    | Не кваліфікувались                    | Не кваліфікувались                    | Не кваліфікувались                    |
| 2025    | Триває кваліфікація                   | Триває кваліфікація                   | Триває кваліфікація                   | Триває кваліфікація                   | Триває кваліфікація                   | Триває кваліфікація                   | Триває кваліфікація                   |
| Загалом | 0/8                                   | 0                                     | 0                                     | 0                                     | 0                                     | 0                                     | 0                                     |

## Жіночий чемпіонат Європи (U-17)
Команда жодного разу не кваліфікувалася до фінальної частини жіночих чемпіонатів Європи (U-17)
| Рік     | Раунд                                 | Позиція                               | Іг                                    | В                                     | Н                                     | П                                     |
| ------- | ------------------------------------- | ------------------------------------- | ------------------------------------- | ------------------------------------- | ------------------------------------- | ------------------------------------- |
| 2008    | Не кваліфікувались                    | Не кваліфікувались                    | Не кваліфікувались                    | Не кваліфікувались                    | Не кваліфікувались                    | Не кваліфікувались                    |
| 2009    | Не кваліфікувались                    | Не кваліфікувались                    | Не кваліфікувались                    | Не кваліфікувались                    | Не кваліфікувались                    | Не кваліфікувались                    |
| 2010    | Не кваліфікувались                    | Не кваліфікувались                    | Не кваліфікувались                    | Не кваліфікувались                    | Не кваліфікувались                    | Не кваліфікувались                    |
| 2011    | Не кваліфікувались                    | Не кваліфікувались                    | Не кваліфікувались                    | Не кваліфікувались                    | Не кваліфікувались                    | Не кваліфікувались                    |
| 2012    | Не кваліфікувались                    | Не кваліфікувались                    | Не кваліфікувались                    | Не кваліфікувались                    | Не кваліфікувались                    | Не кваліфікувались                    |
| 2013    | Не кваліфікувались                    | Не кваліфікувались                    | Не кваліфікувались                    | Не кваліфікувались                    | Не кваліфікувались                    | Не кваліфікувались                    |
| 2014    | Не кваліфікувались                    | Не кваліфікувались                    | Не кваліфікувались                    | Не кваліфікувались                    | Не кваліфікувались                    | Не кваліфікувались                    |
| 2015    | Не кваліфікувались                    | Не кваліфікувались                    | Не кваліфікувались                    | Не кваліфікувались                    | Не кваліфікувались                    | Не кваліфікувались                    |
| 2016    | Не кваліфікувались                    | Не кваліфікувались                    | Не кваліфікувались                    | Не кваліфікувались                    | Не кваліфікувались                    | Не кваліфікувались                    |
| 2017    | Не кваліфікувались                    | Не кваліфікувались                    | Не кваліфікувались                    | Не кваліфікувались                    | Не кваліфікувались                    | Не кваліфікувались                    |
| 2018    | Не кваліфікувались                    | Не кваліфікувались                    | Не кваліфікувались                    | Не кваліфікувались                    | Не кваліфікувались                    | Не кваліфікувались                    |
| 2019    | Не кваліфікувались                    | Не кваліфікувались                    | Не кваліфікувались                    | Не кваліфікувались                    | Не кваліфікувались                    | Не кваліфікувались                    |
| 2020    | Не проводився через пандемію Covid-19 | Не проводився через пандемію Covid-19 | Не проводився через пандемію Covid-19 | Не проводився через пандемію Covid-19 | Не проводився через пандемію Covid-19 | Не проводився через пандемію Covid-19 |
| 2021    | Не проводився через пандемію Covid-19 | Не проводився через пандемію Covid-19 | Не проводився через пандемію Covid-19 | Не проводився через пандемію Covid-19 | Не проводився через пандемію Covid-19 | Не проводився через пандемію Covid-19 |
| 2022    | Не кваліфікувались                    | Не кваліфікувались                    | Не кваліфікувались                    | Не кваліфікувались                    | Не кваліфікувались                    | Не кваліфікувались                    |
| 2023    | Не кваліфікувались                    | Не кваліфікувались                    | Не кваліфікувались                    | Не кваліфікувались                    | Не кваліфікувались                    | Не кваліфікувались                    |
| 2024    | Не кваліфікувались                    | Не кваліфікувались                    | Не кваліфікувались                    | Не кваліфікувались                    | Не кваліфікувались                    | Не кваліфікувались                    |
| 2025    | Триває кваліфікація                   | Триває кваліфікація                   | Триває кваліфікація                   | Триває кваліфікація                   | Триває кваліфікація                   | Триває кваліфікація                   |
| Загалом | 0/15                                  | 0                                     | 0                                     | 0                                     | 0                                     | 0                                     |

## Склад команди
Станом на листопад 2024
| Воротарка    | Анна Харченко          | «Ворскла»       |  |  |
| Воротарка    | Уляна Соловйова        | «Кривбас»       |  |  |
| Воротарка    | Олександра Стрільченко | «Юність»        |  |  |
|              |                        |                 |  |  |
| Захисниця    | Ірина Олійниченко      | «Кривбас»       |  |  |
| Захисниця    | Анастасія Бєлкіна      | «Кривбас»       |  |  |
| Захисниця    | Вероніка Дерев'янко    | «ЕМС-Поділля»   |  |  |
| Захисниця    | Валерія Казіна         | ДЮСШ «Поділ»    |  |  |
| Захисниця    | Катерина Деркач        | «Погорина»      |  |  |
| Захисниця    | Марія Осадча           | «Сістерс»       |  |  |
| Захисниця    | Дарина Івасько         | «Минай»         |  |  |
|              |                        |                 |  |  |
| Півзахисниця | Мілена Іванченко       | «Кривбас»       |  |  |
| Півзахисниця | Анна Авраменко         | «Кривбас»       |  |  |
| Півзахисниця | Дарина Колодій         | «Кривбас»       |  |  |
| Півзахисниця | Поліна Назаренко       | «Кривбас»       |  |  |
| Півзахисниця | Евеліна Купцова        | «Металіст 1925» |  |  |
| Півзахисниця | Дарина Артеменко       | «Ладомир»       |  |  |
| Півзахисниця | Вікторія Савкіна       | «Ладомир»       |  |  |
| Півзахисниця | Зоряна Гладун          | «Ладомир»       |  |  |
| Півзахисниця | Марія Куць             | «Ворскла»       |  |  |
|              |                        |                 |  |  |
| Нападниця    | Софія Коновалова       | «Ладомир»       |  |  |
| Нападниця    | Варвара Козлюк         | «Полісся»       |  |  |
| Нападниця    | Каріна Леспух          | «Минай»         |  |  |

| Тренерський штаб збірної | Тренерський штаб збірної |
| ------------------------ | ------------------------ |
| Головний тренер:         | Сергій Сапронов          |

## Досягнення
Турнір розвитку УЄФА
 Переможниці (3): 2014, 2016, 2023